# مجموعة كليوباترا
مجموعة كليوباترا هي شركة قابضة مصرية، أنشأت سنة 1982 على يد رجل الأعمال المصري محمد أبو العينين، تعمل في مجال صناعة السيراميك، الأسمنت، السياحة، الفنادق، التطوير العقاري، الزراعة، صناعة الغذاء، الإعلام، والمستشفيات.

## التاريخ
يعود تاريخ إنشاء شركة كليوبترا إلى سنة 1982 على يد رجل الأعمال محمد أبو العنين، حيثتم افتتاح أول مصنع لإنتاج السيراميك تحت اسم «سيراميكا كليوباترا» بمدينة العاشر من رمضان، بدأ المصنع بإنتاج 3500 متراً مربعاً يومياً مشتملاً علىٰ أربعةِ خطوطِ إنتاج و 300 عامل، بعد ذلك كان الإنتاج يتضاعف كلَّ 3 شهور، وفي نفس الوقت فتحت سيراميكا كليوباترا أسوقاً لها خارجَ مصر في السعودية، الإمارت العربية المتحدة، ليبيا، ولبنان، وفي عام 1992 قامت سيراميكا كليوباترا بافتتاح مصنع لإنتاج أطقم الحمامات والبانيوهات الأكريليك، وفي عام 1993 اُفتتح مصنع سيراميكا الدورادو، وبافتتاح هذا المصنع بمجموعة سيراميكا كليوباترا لم تعدْ هناك حاجةٌ لاستيراد السيراميك لتلبية حاجة الأسواق المحلية والدولية، وفي عام 1995 دخلت سيراميكا كليوباترا جروب بنجاح إلى السوق اليابانية حيث كان الطلب علىٰ معايير الجودة العالية مرتفعاً جدا، في عام 1995 حصلت سيراميكا كليوباترا جروب على شهادة أيزو 9000. في عام 1997 فازت سيراميكا كليوباترا جروب بجائزة اليونيدو، في عام 1998 حازت سيراميكا كليوباترا جروب على حقوق تطوير منطقة صناعية في المنطقة الاقتصادية الخاصة بالسويس، أيضاً في هذا العام فازت سيراميكا كليوباترا جروب بجائزة انبكس للتميز وشهادة الآيزو 14001، وافتتحت سيراميكا كليوباترا جروب مصنعَها الثاني سيراميكا كليوباترا، في عام 1999 تم إضافة أفران جديدة لمصنع سيراميكا الدورادو بالسويس لزيادة الإنتاج، في عام 2000 بدأت بالعمل شركة كليوباترا للتعدين وهي شركة متخصصة في استخراج المواد الخام المستخدمة في إنتاج السيراميك، وفي عام 2008 تم افتتاح مصنع جالريا كليوباترا وهو المصنع الرابع بسيراميكا كليوباترا جروب وهو أحدث مصنع من نوعه في العالم من حيث التكنولوجيا المستخدمة به.

## الشركات التابعة
- سيراميكا كليوباترا

يقع مصنع سيراميكا كليوباترا في مدينة العاشر من رمضان وهو أول مصنع لإنتاج بلاط السيراميك في المجموعة. إن فلسفة سيراميكا كليوباترا هي معاملة كل قطعة من بلاط السيراميك للحوائط والأرضيات وبلاط البورسلين والأدوات الصحية باعتبارها عملا فنيا، حيث تم تصميمها لتحويل المكان الذي تعيش فيه أو الحمام أو المطبخ إلى تحفة فنية. وتقدم سيراميكا كليوباترا تشكيلة واسعة من الأذواق والأشكال تتضمن أكثر من مليون تصميم مستوحى من الأعمال الإيطالية وفي 55 حجما مختلفا. يعرض بلاط سيراميكا كليوباترا في ست عشرة صالة عرض في جميع أنحاء مصر وبواسطة عدد من الموزعين المحليين والدوليين. يتم تصدير البلاط إلى أكثر من 100 دولة في جميع أنحاء العالم. إن شهرة سيراميكا كليوباترا فيما يتعلق بأحدث التكنولوجيا والجودة والمتانة قد حققت نموا دوليا مطردا.
- سيراميكا الدورادو

سيراميكا الدورادو هو مجمع مصانع يثير الرهبة ويمتد لأكثر من كيلو متر مربع في صحراء منطقة السويس بمصر. تم افتتاح الدورادو عام 1999 ليقدم للعالم مرافق من أكثر المرافق تفوقا من الناحية التكنولوجية والابتكار في إنتاج بلاط السيراميك والأدوات الصحية على مستوى العالم. تم استخدام الحرق السريع المزدوج لأول مرة لضمان أن يكون التشطيب فائق الامتياز، كما تستخدم تكنولوجيا الليزر في كل مرحلة من مراحل عملية التصميم والإنتاج. هذا المصنع ينتج الآن حوالي 35000 متر مربع من البلاط يوميا. إن استخدام واحد من أكبر الأفران في العالم ارتقى بهذا المصنع إلى مستويات جديدة تتجاوز منافسيه بكثير من حيث الإنتاجية والجودة. إن التصنيع الآلي للقوالب يعني أن خطوط أطقم حمامات سيراميكا كليوباترا المنحنية دائمة المتطورة ورائدة في مجال الأدوات الصحية من أجل العميل المتميز.
- سيراميكا فانسي

سيراميكا فانسي تقع في منطقة مجمع الدورادو الصناعي، وهي متخصصة من خلال عشرة خطوط في إنتاج السيراميك المزخرف باستخدام تقنيات فنية حديثة. وتتميز سيراميكا فانسي بتقنيات النقش وطلاء الأسطح الملساء. وتبتكر سيراميكا فانسي أكثر تصاميم السيراميك تطورا وتعقيدا، وتنتج سنويا أكثر من 8 ملايين متر مربع من بلاط الأرضيات و 18 مليون و 500 ألف متر مربع من البورسلين.
- جاليريا كليوباترا

مصنع جاليريا كليوباترا أحدث عضو في أسرة سيراميكا كليوباترا وتم استكماله في 2007. إن هذه الإضافة الجديدة قد ارتقت بسيراميكا كليوباترا إلى المركز رقم واحد في العالم في إنتاج وجودة وذوق بلاط السيراميك. إن هذا المصنع الذي يقع على مساحة 1.5 مليون متر مربع في إلدورادو يستخدم احدث الوسائل التكنولوجية واستخدام الكمبيوتر في معظم مراحل الإنتاج. ويترجم ذلك إلى أقصى ضمان للجودة لعملاء سيراميكا كليوباترا. إن جاليريا كليوباترا تملك واحدا من أطول واعقد خطوط الصقل، كما أن فرن الحرق يتمتع بمميزات متقدمة تضمن انبعاثات بيئية منخفضة أثناء الإنتاج بكميات كبيرة. والمصنع لديه 18 خط تعمل 24 ساعة للوفاء بمتطلبات عملائنا في مجالات البناء والسياحة والصناعة والتجارة. بلاط السيراميك من الدرجة الأولى تصميما وزخرفة يتم إنتاجه أساسا للتصدير في الأسواق الأميركية واليابانية والأوروبية.
- مستشفيات كليوبترا.[2]
- كليوباترا جروب للتنمية المتكامله والاستثمار السياحي.
- كليوباترا للثروة المعدنية.
- كليوباترا للإسمنت (كليوباترا جالاريا).
- كليوباترا سليكون فالي.
- كليوباترا للاستثمارات السياحية والعقارية.
- كليوباترا للحديد والصلب والصناعات الثقيلة.
- كليوباترا للتعدين.
- كليوباترا للزجاج والبلور.
- كليوباترا للتنمية العقارية.
- كليوباترا للتنمية السياحية.
- كليوباترا للتنمية الزراعية والإنتاج الحيواني.
- كليوباترا جروب للاستثمار الزراعي والصناعات الغذائية.
- كليوباترا للإعلام (قنوات صدى البلد).[3]

## وصلات خارجية
- الموقع الرسمي